# ستيفاني كانو
ستيفاني كانو (بالفرنسية: Stéphanie Cano)‏ (17 أبريل 1974 في فرنسا - ) هي لاعبة كرة يد فرنسا. شاركت في الألعاب الأولمبية الصيفية 2008. ولعبت مع Slagelse FH ‏.

## وصلات خارجية
- ستيفاني كانو على موقع الاتحاد الأوروبي لكرة اليد (الإنجليزية)
- ستيفاني كانو على موقع اللجنة الأولمبية الدولية (الإنجليزية)
- ستيفاني كانو على موقع أوليمبيديا (الإنجليزية)
- ستيفاني كانو على موقع اللجنة الأولمبية الفرنسية (مؤرشف) (الفرنسية)